# ホレンデル・フィリプ
ホレンデル・フィリプ（Holender Filip, Филип Холендер、1994年7月27日 - ）は、ユーゴスラビア（現セルビア）・クラグイェヴァツ出身のハンガリー代表プロサッカー選手。ヴァシャシュSC所属。ポジションはFW。

## 経歴

### クラブ
地元クラブでのプレーを経て、2009年にブダペスト・ホンヴェードFCのユースチームに加入。2013年3月8日のパクシュSE戦でトップチームデビューを果たした。2018-19シーズンは16ゴールを挙げ、ダヴィデ・ランザファーメと並んでリーグ得点王に輝いた。
2019年7月、FCルガーノに移籍。
2020年10月、パルチザン・ベオグラードに期限付き移籍で加入。

### 代表
本人はセルビアで生まれ育ったが、祖父がハンガリー人であるため、ハンガリー代表でのプレーを選択した。
2018年11月18日、UEFAネーションズリーグ2018-19のフィンランド代表戦でハンガリー代表デビュー。2019年9月5日、モンテネグロ代表とのフレンドリーマッチで代表初ゴールを決めた。
2021年6月、UEFA EURO 2020参加メンバーに選出された。